# Обухов Олександр Григорович
Олександр Григорович Обухов (рос. Александр Григорьевич Обухов; 5 жовтня 1921, Лукінки — 1 серпня 1967, Київ) — Герой Радянського Союзу, в роки радянсько-німецької війни сапер 196-го гвардійського стрілецького полку 67-ї гвардійської стрілецької дивізії 6-ї гвардійської армії 1-го Прибалтійського фронту, гвардії молодший сержант.

## Біографія
Народився 5 жовтня 1921 року в селі Лукінки Кирилівського району Вологодської області в селянській родині. Росіянин. Член КПРС з 1950 року. Закінчив п'ять класів середньої школи.
Жив у місті Шліссельбурзі Ленінградської області. Працював на суднах Північно-Західного річкового пароплавства. Закінчив курси командного складу. Був помічником капітана буксирного пароплава.
У 1941 році призваний до лав Червоної Армії. У боях німецько-радянської війни з червня 1941 року. Воював на Сталінградському, 1-му Прибалтійському фронтах.
22 червня 1944 року у боях у районі села Сиротине Шумлінського району Вітебської області гвардії молодший сержант О. Г. Обухов під вогнем противника знешкодив близько 100 ворожих протитанкових та протипіхотних мін, чим сприяв подальшому наступу.
Указом Президії Верховної Ради СРСР від 22 липня 1944 року за зразкове виконання бойових завдань командування і проявлені при цьому мужність і героїзм гвардії молодшому сержанту Олександру Григоровичу Обухову присвоєно звання Героя Радянського Союзу з врученням ордена Леніна і медалі «Золота Зірка» (№ 5944).

Могила Олександра Обухова

Після закінчення війни О. Г. Обухов демобілізувався. Працював на кондитерській фабриці начальником охорони, потім в органах КДБ. Жив у Києві. Помер 1 серпня 1967 року. Похований на Байковому кладовищі.

## Нагороди
Нагороджений орденом Леніна, орденом Червоної Зірки, орденом Слави 3-го ступеня, медалями.